# Ou Manling
Man-Ling Wittchen-Ou (geboren als Ou Manling 區曼玲) ist eine taiwanesische Schriftstellerin, wohnhaft in Deutschland.

## Leben
Ou Manling wurde in Taipeh, Taiwan geboren. Ihr Vater stammt ursprünglich aus China und flüchtete im Jahr 1950 nach Taiwan während des Krieges zwischen der Nationalen Volkspartei Chinas Guomindang und der Kommunistischen Partei.
Ou studierte „Foreign Languages and Literatures“ an der Nationaluniversität Taiwan und erlangte einen Magister für Theaterwissenschaft und Anglistik an der Universität Erlangen-Nürnberg, Deutschland. Ihre Magisterarbeit von 1997 trug den Titel Ingmar Bergman inszeniert Strindberg und Ibsen (Ingmar Bergman Stages Strindberg and Ibsen).
Sie ist seit über 20 Jahren in Deutschland wohnhaft. Neben ihrer Muttersprache Mandarin-Chinesisch spricht sie auch fließend Englisch sowie Deutsch.
Ou hat zahlreiche Artikel und Kurzgeschichten veröffentlicht. Ihre Werke sind gezeichnet von einfühlsamer Einsicht, die auf kühnen Beobachtungen und dem Verständnis der Psychologie basiert. Obwohl ihre Werke oft von der Absicht zur Sozialkritik geprägt sind und viele dramatische Elemente enthalten, schreibt sie nicht ohne Humor.
Ihr erstes Buch, „Von Rippen und Freuden – Frauen in der Bibel“, enthält 22 Erzählungen, die die besonderen Situationen jeder einzelnen Frau, wie etwa Eva, Maria oder Herodias, schildern. Die Autorin benutzt die Erzählung in der Ich-Form und stellt den Kampf, die Zweifel, das Leid, die Ängste und Freuden der Frauen dar. Die Frauen bekommen so einen greifbaren Charakter und werden mit all ihren emotionalen Tumulten aufgezeichnet. Die Absicht der Autorin liegt darin, die Bibel dem modernen Leser näherzubringen und somit das Buch als zeitlos und universal anzuerkennen.
Ihr zweites Buch, „Das Kliff“, ist ein Roman, der die Thematiken Freundschaft, Erlösung und Neuanfang behandelt.
In ihrer Freizeit erfreut sich Ou der Kunst, Architektur und dem Klavierspielen. Sie gibt Architekturführungen auf dem Vitra Campus der Vitra in Weil am Rhein und ist Rednerin bei verschiedenen Events.

## Werke (Auswahl)
- Narben, Taipei, 2016 * 鬼面 ISBN 978-986-5731-55-7

出版社：秀威少年 ：2016
- Because of Love, Taipei, 2015 * 留下，因為愛 ISBN 978-986-5696-97-9

出版社：釀出版  ：2015
- Das Kliff, Taipei, 2013 * 躍崖 ISBN 978-986-89521-2-6

出版社：秀威少年  ：2013
- Von Rippen und Freuden – Frauen in der Bibel, Taipei, 2013 * 「肋」在其中：聖經的女人故事 ISBN 978-986-5915-72-8

出版社：新銳文創  ：2013
- 劇場遊戲指導手冊 Taipei, 1998 * ISBN 957-586-778-5

作者：Viola Spolin
譯者：區曼玲
出版社：書林出版有限公司  ：1998